# Studenîțea, Tîvriv
Studenîțea (în ucraineană Студениця) este un sat în comuna Iarîșivka din raionul Tîvriv, regiunea Vinnița, Ucraina.

## Demografie
Componența lingvistică a localității Studenîțea
     Ucraineană (98,91%)
     Rusă (1,09%)
Conform recensământului din 2001, majoritatea populației localității Studenîțea era vorbitoare de ucraineană (98,91%), existând în minoritate și vorbitori de rusă (1,09%).